# Croats de Bòsnia i Hercegovina
Els croats de Bòsnia i Hercegovina (en croat singular: Bosanskohercegovački Hrvat; plural: Bosanskohercegovački Hrvat; pronunciat: Bosanski Jrvat i Bosanski Jrvati) són un poble del grup dels eslaus del sud, a la península Balcànica.
Són originaris de Bòsnia i Hercegovina, raó per la qual sovint se'ls coneix com a bosniocroats.